# سنگ‌نوشته پنجره کاخ تچر
سنگ‌نوشته پنجره کاخ تچر در تخت جمشید، بر روی پنجره‌ها، طاقچه‌های ایوان و تالار اصلی کاخ تچر واقع شده‌است. این کتیبه به سه زبان میخی پارسی باستان، خط میخی ایلامی، میخی بابلی نقر شده‌است که هر زبان دارای یک سطر است. نوع چیدمان خط‌ها به این صورت است که متن پارسی باستان همه جا به طور افقی روی حاشیه بالای پنجره‌ها و طاقچه‌ها قرار دارد. متن عیلامی به طور ایستاده، در حاشیه سمت چپ و متن بابلی در قرینه آن و سمت راست حک شده‌است. موضوع کتیبه معرفی و ثبت ساخت دریچه سنگی در کاخ تچر است. این کتیبه به امر داریوش بزرگ ثبت شده‌است.

## ترجمه
دریچه سنگی ساخته شده در کاخ داریوش شاه.